# Заворушення у Балтиморі (1835)
Балтиморський банківський бунт (англ. Baltimore bank riot) — масові заворушення у місті Балтиморі, штат Меріленд,які відбулися з 6 по 9 серпня 1835 року та вважалися найбільшими і найбільш руйнівними заворушеннями у будь-якому місті США до Громадянської війни.

## Історія
У 1834 році в Балтиморі закрився Мерілендський банк, в результаті чого вкладники та кредитори втратили, у сумі, кілька мільйонів доларів. Протягом 17 місяців постраждалі чекали судового рішення щодо належних їм виплат, але коли це рішення не було винесено, чаша громадського терпіння була переповнена, і мешканці міста влаштували погром. 

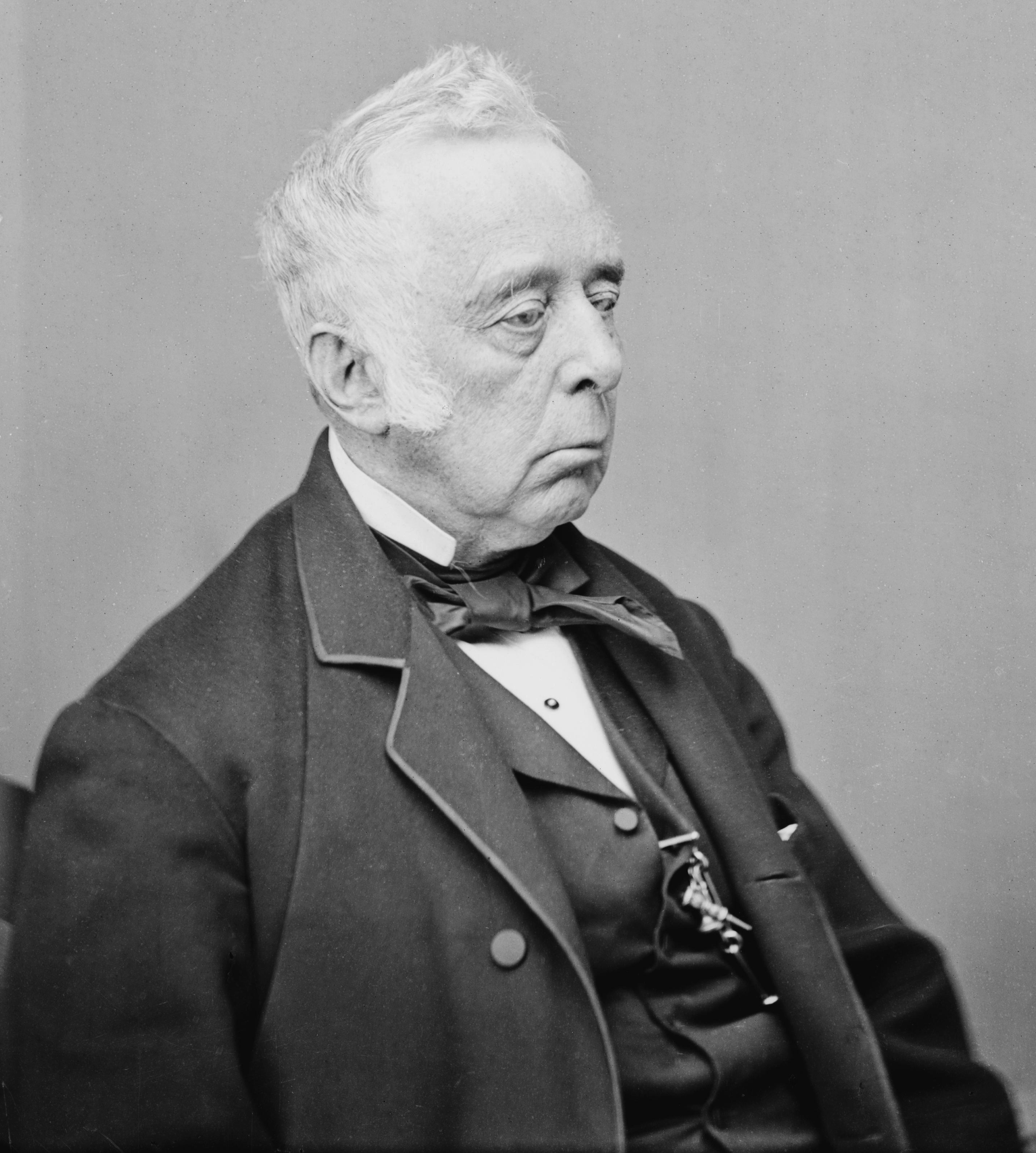
Реверді Джонсон

Першим потерпів будинок Реверді Джонсона — директа Мерілендського банку, майбутнього Генерального прокурора США (8 березня 1849 — 21 липня 1850) та сенатора від штату Меріленд (1863-1868) роках. 6 серпня 1835 року натовп розбив вікна в його будинку і, задовольнившись вчиненим, розійшовся. Мер міста Джессі Гант, побоюючись відновлення заворушень, відрядив групу поліцейських і цивільних осіб, на охорону будинку Джонсона. 

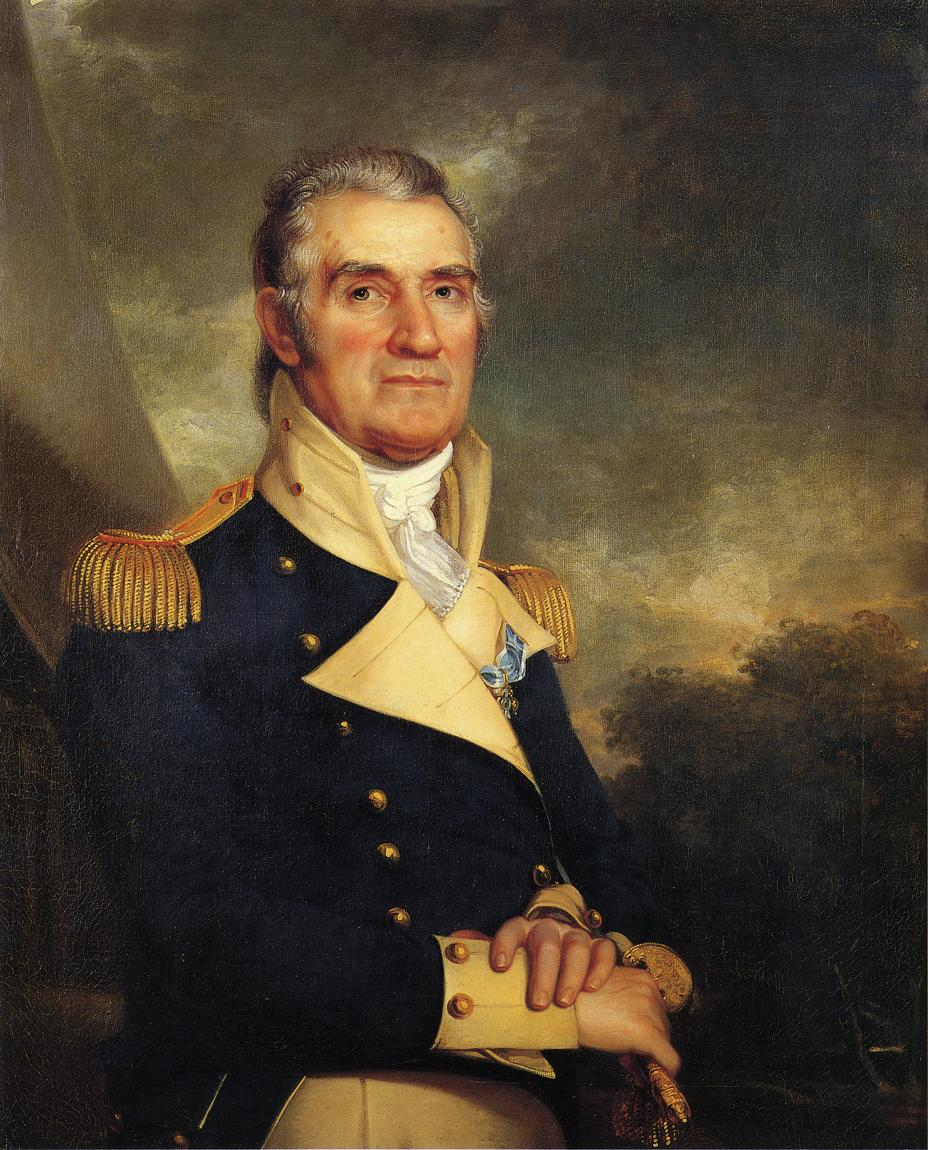
Портрет генерала Сема Сміта

Наступного дня натовп повернулася до дому Джонсона і, не звертаючи уваги на охорону, розбив ще кілька вікон. Гант виділив 30 озброєних вершників для блокування площі, через яку пролягав шлях до дому Джонсона, але наступного дня юрба пішла до будинку іншого банківського директора — судді Джона Ґленна. Вломившись у будинок Гленна, бунтівники почали витягувати на вулицю меблі та інші речі, спалюючи їх на багатті. Поліція прибула на місце і почала стріляти в повітря, але люди не розходилися, поки фасад будинку Гленна не був знищений.
Наступного дня натовп знову повернулася до дому Джонсона, де зруйнував частину будинку та спалив його бібліотеку. Після цього бунтівники розгромили будинок одного директора банку — Джона Морріса, а потім дійшли до будинку мера Ганта, який спіткала та ж доля. Потім заворушення перекинулися на інші частини міста і, як і раніше, супроводжувалися підпалами будинків, руйнуванням, грабунками, бійками та стріляниною з вогнепальної зброї.
Потерпілі від заворушень мешканці міста звернулися до 83-річного генерала Сема Сміта, учасника англо-американської війни, в ході якої Сміт керував обороною Балтимора. Сміт узяв управління у свої руки, тоді як мер Гант подав у відставку. Сміт зібрав близько трьох тисяч озброєних добровольців і запросив підмогу у Вашингтона. 9 серпня силами добровольців заколотники безладів були виявлені і заарештовані, а самі погроми до вечора того ж дня припинилися. Хоча федеральні війська прибули з Вашингтона, їхня допомога не знадобилася: заворушення були придушені силами городян під керівництвом генерала Сміта.
Мешканці міста, в тому числі банкіри, чиї будинки та майно потерпіли у ході заворушень, подали в суд на уряд штату Меріленд за те, що той не зміг їх захистити від погромників. Штат виплатив позивачам загалом 100 тисяч доларів.